# A Famosa
A Famosa (en malayo: Kota A Famosa) o "La Famosa" es una fortaleza situada en Malaca, Malasia. Es uno de los más antiguos restos de arquitectura europea de Asia. 
La Puerta de Santiago es su único fragmento aún conservado.